# Heirbrugmolen
De Heirbrugmolen is een windmolen in de Oost-Vlaamse stad Lokeren.

## Geschiedenis
De molen werd in 1852 gebouwd ter vervanging van een staakmolen. In 1873 werd deze molen uitgerust met een stoommachine en verrees naast de molen een hoge schouw. In 1940 werd de molen gedeeltelijk ontmanteld, de kap, het gevlucht, de bovenas en het kruiwerk werden verwijderd. De resterende molenromp werd in september 1979 erkend als monument en als dorpsgezicht. In 1993 kocht de stad Lokeren de molen aan en in 2001-2002 werd de molen maalvaardig gerestaureerd. Op 8 september 2002 werd tijdens de Open Monumentendag de molen opnieuw in gebruik genomen. Het molenaarshuis uit de 18de eeuw was te bouwvallig om te renoveren en werd in 2004 uit veiligheidsoverwegingen gesloopt. In 2013-2014 werd het molenhuis in zijn oorspronkelijke staat gereconstrueerd en als horeca herbestemd.